# Leen Boon
Leen Boon (4 oktober 1946) is een Nederlands voormalig profvoetballer die als centrale verdediger speelde. Hij stond onder contract bij Fortuna Vlaardingen en opvolger FC Vlaardingen '74 waar hij van 1969 tot 1976 actief was. Hierna speelde hij nog drie seizoenen bij VFC, alvorens hij naar TSB transfereerde.